# Eviani konferencia

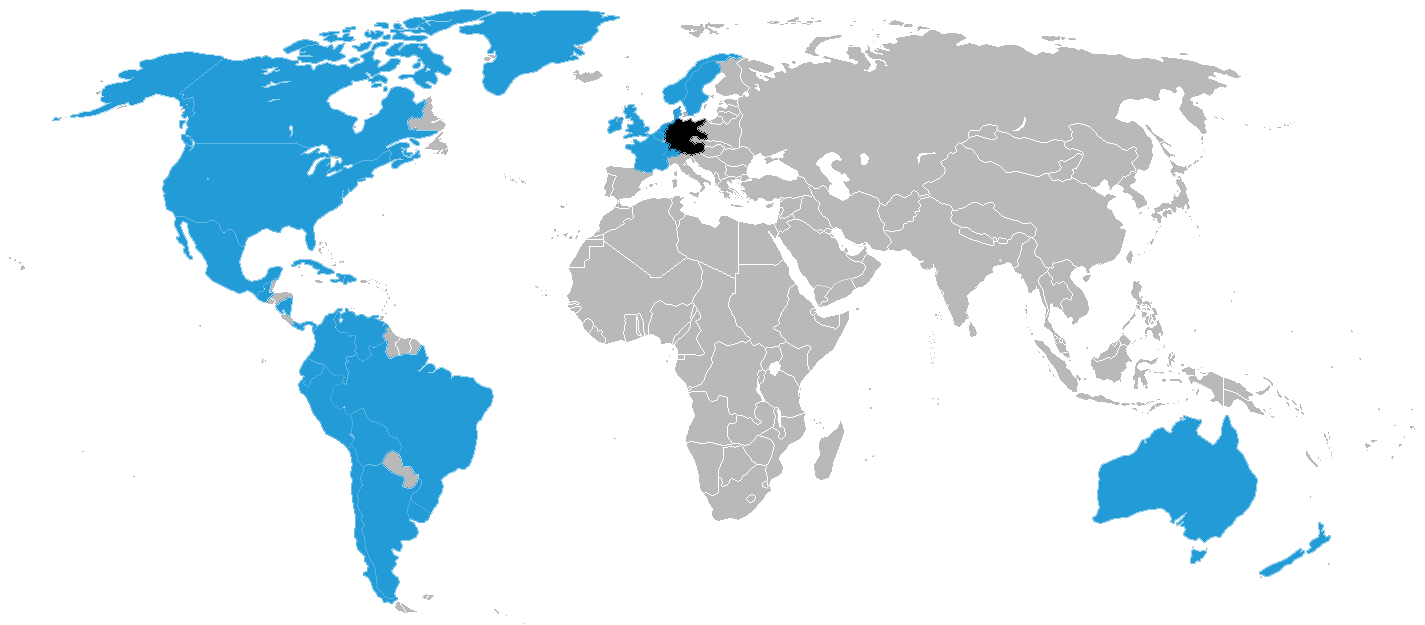
fekete: Harmadik Birodalom; kék: az eviáni konferencián résztvevő államok

Az eviáni konferencia 1938. július 6-15 között Franklin D. Roosevelt amerikai elnök kezdeményezésére ült össze, ahol 32 állam, pár megfigyelő ország és 24 segélyszervezet képviselői megvitatták a náci Németországból és Ausztriából az üldözések miatt induló zsidó menekültek gyorsan növekvő tömegének kezelése, befogadása, illetve segítése kérdéseit.
A konferencia összehívásakor Roosevelt hangsúlyozta, hogy „egyik államot sem kényszerítik a bevándorlási kvótájuk megváltoztatására, hanem önkéntes felajánlásokat várnak a résztvevő országoktól”. Egyes történészek szerint Roosevelt ezzel a kezdeményezéssel mérsékelni szerette volna az országát ért bírálatokat és el akarta terelni a figyelmet arról az amerikai politikáról, amely szigorúan korlátozta az Egyesült Államokba beengedett zsidó menekültek éves létszámát; egyben remélte, hogy majd a meghívott nemzetek kötelezettséget vállalnak több menekült befogadására.
Eredetileg Roosevelt Svájcba hívta volna össze a konferenciát; azonban ezt a svájciak visszautasították, attól tartottak, hogy a Nemzetek Szövetségének genfi székhelyén tartott ilyen kérdéskört megvitató ülés rossz hatással lehet a nemzetiszocialista Németországgal fenntartott kapcsolataikra, ezért a küldöttek a közeli -a Genfi-tó túlsó oldalán- a franciaországi Evian-les-Bainsben találkoztak. Svájc attól is tartott, hogy a menekültek átmeneti befogadó országává kell válnia, ha náluk tartják a megbeszélést; meg akarták akadályozni, hogy a menekültek az elosztásukig, továbbszállításukig ott tartózkodjanak, csak a menekültek leendő átutazásához járultak hozzá. Svájc közölte a világgal: „Boot is voll!” (A csónak megtelt!).
Adolf Hitler a konferencia hírére kijelentette, hogy ha a többi nemzet megegyezik abban, hogy befogadja a németországi zsidókat, segít nekik elhagyniuk azt:
|  | „Én csak remélem és elvárom azt, hogy az a világ, amely ilyen mélységes együttérzéssel viseltetik ezekkel a bűnözőkkel[zsidókkal] szemben, legalább lesz annyira nagylelkű, hogy ezt az együttérzését gyakorlati segítségre váltsa. Részünkről készen állunk arra, hogy ezeket a bűnözőket a befogadó országok rendelkezésére bocsássuk, akár luxushajókon is a legnagyobb gondossággal elszállítjuk hozzájuk.” |
|  | |

A konferencián a küldöttek ugyan nyíltan együttérzésüket fejezték ki a menekültekkel, de végül is a tanácskozás sikertelenül zárult, mert a Dominikai Köztársaságon és Costa Ricán kívül minden más résztvevő állam megtagadta, hogy több zsidó menekültet fogadjon be, mint addig. Többen, így az amerikai küldött is a konferenciát sikeresnek vélte, hiszen megállapodtak további konferenciák összehívásáról az ügyben és egy londoni bizottság felállításáról is. A résztvevő nemzetközi zsidó szervezetek vezetőinek a véleménye is megoszlott a tárgyalások végeredményéről. A konferencia kudarca akaratlanul is hozzájárult Adolf Hitler nemzetiszocialista kormányzatának antiszemita uszításának és hangulatkeltésének erősödéséhez. A tanácskozás hivatalosan el sem ítélte a náci Németországot a zsidókkal szembeni bánásmódért: a zaklatásokért, az erőszakos támadásokért és az állampolgárságuk elvételéért, mellyel hontalan menekültekké tette őket.
Számos történész, író és egykori szemtanú úgy gondolja, hogy az eviáni konferenciát a nyugati demokráciák erkölcsi kudarcának és az európai zsidóság cserbenhagyásának tekinthetjük, mivel sok zsidót menthettek volna meg a naponta elszenvedett bántalmazásoktól, a Kristályéjszaka borzalmaitól és a nácik népirtásától, ha jelentősebb bevándorlási létszámemeléseket vállalnak, vagy határoznak meg a résztvevő államok a megbeszéléseken.

## Fordítás
Ez a szócikk részben vagy egészben  az   Évian Conference című angol Wikipédia-szócikk ezen változatának fordításán alapul.  Az eredeti cikk szerkesztőit annak laptörténete sorolja fel. Ez a jelzés csupán a megfogalmazás eredetét és a szerzői jogokat jelzi, nem szolgál a cikkben szereplő információk forrásmegjelöléseként.